# 1028 Lydina
1028 Lydina је астероид. Приближан пречник астероида је 71,38 ,
а средња удаљеност астероида од Сунца износи 3,407 астрономских јединица (АЈ).
Инклинација (нагиб) орбите у односу на раван еклиптике је 9,366 степени, а орбитални период износи 2297,252 дана (6,289 година). Ексцентрицитет орбите астероида износи 0,114.
Апсолутна магнитуда астероида износи 9,43 а геометријски албедо 0,058.
Астероид је откривен 6. новембра 1923. године.